# Особняк на вулиці Героїв Маріуполя, 18 (Хмельницький)
Особняк на вулиці Гагаріна, 18 (місто Хмельницький) — житловий будинок рубежу XIX–XX століть. Також відомий як «садиба генерала Кондрацького». Є цікавим зразком вирішення житлового садибного приміщення у формах модерну. Пам'ятка архітектури місцевого значення. Нині адміністративний будинок.

## Історія
Споруджений у 1901 р. на території садиби відставного генерал-лейтенанта Кондрацького Кондратія Калістратовича, який з 1908 р. був почесним мировим суддею З'їзду мирових посередників Проскурівського повіту. Садиба генерала мала житловий будинок та розташований праворуч від нього одноповерховий флігель (знесений на поч. 1980-х рр.).

## Архітектура
Одноповерховий на цокольному напівпідвалі, цегляний, тинькований, у плані прямокутний з ризалітом значного виносу на головному фасаді. Витриманий у стилі модерн. Ризаліт головного фасаду увінчаний трикутним фронтоном з круглим віконцем, центр акцентований великим напівциркульним вікном, що оздоблене лиштвою цибульчастої форми.

## Цікавий факт
Газета «Русское слово» від 5 квітня 1909 р. опублікувала про власника цієї садиби курйозну новину: «От гласного генерала Кондрацкого поступило в проскуровскую городскую думу такого рода заявление: не имя желания завести штатский костюм и не считая в тоже время возможным являться в заседания в военном мундире, генерал заявляет, что должен отказаться от звания гласного».